# خدرنق سناني
خدرنق سناني (الاسم العلمي: Cheiracanthium lanceolatum) هو نوع من العناكب يتبع جنس الخدرنق من فصيلة العناكب الكيسية.